# Prisoner of Love (canção de Russ Columbo)
"Prisoner of Love" é uma canção de 1931 com música de Russ Columbo e Clarence Gaskill e letra de Leo Robin. A canção foi popularizada por Columbo e mais tarde se tornou um grande sucesso nas versões de Billy Eckstine, Connie Francis, Perry Como e The Ink Spots.

## Versão de Billy Eckstine
O crooner americano Billy Eckstine gravou sua versão com Duke Ellington no piano e Art Blakey na bateria em 4 de setembro de  1945. O disco vendeu mais de um milhão de cópias e alcançou o número 10 das paradas.

## Versão de Perry Como
A primeira gravação de Como foi feita em 18 de dezembro de 1945 e lançada pela RCA Victor Records em 1946 com número de catálogo 20-1814-B. Alcançou as paradas da Billboard em 30 de março de 1946 e ficou 3 semanas na parada, atingindo o número 1. O Lado-A continha a faixa "All Through the Day". Esta gravação foi relançada em 1949 pela RCA Victor, como single em 78rpm (número de catálogo 20-3298-A) e um single em 45rpm (número de catálogo 47-2886), com o outro lado do single com a faixa "Temptation". A revista  Billboard classificou como canção número 1 do ano em 1946.
Como ainda regravou a música por duas vezes: um em fevereiro de 1946, número CS-656-B, e outra em julho de 1970 em um performance ao vivo em Las Vegas, Nevada, no álbum In Person At the International Hotel, Las Vegas para o mercado americano e britânico, Perry Como in Person no mercado japonês e Perry Como in Concert na Holanda.

## Versão de Bing Crosby
Bing Crosby gravou a canção para seu álbum Songs I Wish I Had Sung the First Time Around (1956).

## Versão de James Brown
James Brown reviveu "Prisoner of Love" em 1963. Alcançou o número 6 da parada R&B e número 18da parada Pop, se tornando a primeira canção de Brown a entrar no Pop Top Twenty. A gravação de estúdio foi arranjada por Sammy Lowe. Brown apresentou a canção ao vivo com seu grupo vocal, The Famous Flames, no filme/concerto T.A.M.I. Show e na metade dos anos 1960 no programa de televisão  The Ed Sullivan Show. Aparece também em muitos de seus álbuns ao vivo.